# گونوپور
گونوپور (به انگلیسی: Gunupur) یک منطقهٔ مسکونی در هند است که در بخش رایاگادا واقع شده‌است. گونوپور ۶۰٬۰۰۰ نفر جمعیت دارد و ۸۳ متر بالاتر از سطح دریا واقع شده‌است.